# Mating intelligence
Mating intelligence (MI) (термин пока не имеет устоявшегося перевода на русский язык; дословно: «интеллект спаривания», «брачный интеллект») — когнитивные способности, которые влияют на результаты, имеющие отношение к продолжению рода. Mating intelligence позволяет предположить, что существуют также высокоуровневые, когнитивные аспекты человеческой психологии, которые также в первую очередь отражают адаптацию к продолжению рода, являющуюся результатом нашего эволюционного наследия. Mating Intelligence является разновидностью Hot intelligence (интеллекты, которые пытаются объяснить индивидуальные различия в достижениях в реальной жизни помимо IQ. Они подчеркивают интерперсональные, эмоциональные и практические аспекты индивидуальных различий, чтобы расширить традиционную концепцию интеллектуальных способностей, постулируя, что в человеческой деятельности есть нечто большее, чем психометрические показатели).

## Модель Mating Intelligence
В модели, предложенной Geher, Camargo и O’Rourke (2008), природа брачного интеллекта определяется двумя важными переменными.
Первая — это биологический пол.
Хотя эволюционные цели человека любого пола одинаковы — выжить и оставить потомство — возможности второй цели у мужчин и женщин различны.
Количество потенциальных потомков, которые может оставить мужчина очень велико, у женщин их в разы меньше. В таких условиях женщинам разумно очень критично подходить к выбору полового партнёра. Мужчины более склонны, чем женщины, следовать краткосрочным стратегиям спаривания по всему спектру поведенческих признаков, имеющих отношение к размножению. Предполагается, что мужской MI в большей степени направлен на оптимизацию краткосрочных возможностей спаривания, в то время как женский MI в большей степени направлен на оптимизацию долгосрочных возможностей.
Стратегия жизненной истории является столь же важной переменной.
Эта идея, адаптированная из эволюционной экологии, предполагает, что организмы бессознательно выстраивают стратегию, чтобы найти оптимальный баланс между соматическими усилиями (способствующими их собственному выживанию) и репродуктивными усилиями (способствующими воспроизведению их генов в будущих поколениях посредством репродукции). Эта концепция была первоначально разработана биологами для характеристики различных видов — тех, которые являются «ожидающими» долгой жизни в стабильной среде (например, слоны), и тех, которые являются «ожидающими» непредсказуемой жизни в нестабильной среде (например, кролики).
(Смотрите Теория r/K-отбора).
В мире между средами обитания людей существуют явные различия в плане распределения ресурсов и долгосрочной стабильности. Исходя из этой идеи, ученые предполагают, что люди различаются по степени, в которой они следуют стратегии k-выбора. Некоторые люди имеют относительно высокий k (это люди, выросшие в относительно богатых ресурсами условиях).
и стабильных условиях), а другие — с относительно низким k (люди, выросшие в суровых и относительно бедных ресурсами и нестабильных условиях и/или с высокой смертностью). Большое количество недавних исследований показало, что континуум дифференциала k сильно предсказывает общие стратегии поведения — индивиды с высоким k более склонны откладывать удовлетворение и использовать долгосрочные подходы к решению проблем (например, проблема размножения и другие), а индивиды с низким k более склонны искать мгновенное удовлетворение и использовать краткосрочные подходы к решению проблем. Предполагается, что континуум «дифференциал-к» является основной переменной, лежащей в основе брачного интеллекта. Предполагается, что индивидуумы с высоким уровнем К с наибольшей вероятностью будут придерживаться долгосрочных стратегий размножения и в конечном итоге будут прилагать большие родительские усилия, в то время как индивидуумы с низким уровнем К с наибольшей вероятностью будут стремиться к краткосрочным возможностям размножения. Таким образом, высококвалифицированные особи будут иметь когнитивные наборы, способствующие долгосрочному размножению, часто ценой успеха в области краткосрочного спаривания, в то время как низкоквалифицированные особи будут характеризоваться когнитивными наборами, которые, с другой стороны, способствуют успеху в краткосрочном размножении.

## Компоненты Mating Intelligence[2]

### Чтение мыслей партнера
Способность делать выводы и понимать состояния других людей необходима в любом социальном поведении. Суждения часто выносятся при недостатке информации, и очень важно уметь найти новую пару или удержать существующего партнера — задачи, требующие способности понимать мысли и намерения других людей.

### Самообман при размножении
Адаптивные когнитивные предубеждения заставляют людей внутренне преуменьшать свои недостатки и преувеличивать желаемые качества. Эта тенденция приводит к повышению уверенности в себе и склонности демонстрировать или маскировать связанные с физической формой черты в зависимости от их ценности. Положительные черты выставляются напоказ, а отрицательные скрываются, причем все это происходит бессознательно. Эффективная демонстрация черт в сочетании с повышением уровня уверенности в себе играет роль в формировании у мужчин и женщин желания и способности смело вступать в возможно сокрушительные для эго ситуации, даже если предыдущие попытки были неудачными.

### Обман других людей, имеющих отношение к размножению
Преимущества обмана не ограничиваются только обманом себя. Например, способность мужчины скрыть свои краткосрочные намерения и представить себя как человека, который намерен остаться надолго, помогает убедить возможного партнера.

### Когнитивные проявления ухаживания
Генотипические признаки выходят далеко за пределы внешней морфологии. Изображение элементов, включая общий интеллект, юмор, спортивное мастерство, художественное мастерство, музыкальные способности и желательные черты характера — все это привлекает партнеров .Существуют нюансы относительно того, какие атрибуты наиболее связаны с МИ; например, декоративная/эстетическая креативность была более привлекательной для мужчин и женщин в потенциальном сексуальном партнере, чем другие виды креативности, такие как прикладная/технологическая или повседневная/бытовая креативность.

### Половые компоненты: Сексуальная переоценка и скептицизм в отношении обязательств
Являясь прямым продолжением обоих компонентов обмана, половые факторы MI максимизируют успех у самцов и снижают риск у самок. Haselton и Buss постулировали гиперсексуализацию женщин мужчинами и чрезмерный скептицизм женщин в отношении предполагаемого уровня приверженности мужчин отношениям как два основных примера теории управления ошибками. Восприятие женщины мужчиной более сексуально восприимчивой служит дополнительным стимулом для ухаживания за ней, независимо от фактического сексуального желания. А восприятие женщинами мужчин как желающих краткосрочной стратегии (независимо от того, ведет ли это к увеличению продолжительности ухаживания в процессе проверки или к прямому отказу от ухажера, скептическое отношение самки к обязательствам) уменьшает затраты до того, как они будут понесены. Половые компоненты брачного интеллекта напрямую отражают теорию управления ошибками и сочетаются с широким набором сексуальных стратегий, которые пытается отразить эта новая концепция интеллекта.
Наиболее значимым фактором по исследованиям Mating intelligence у мужчин, был «Обман Другого» (Mating Relevant Other-Deception), а у женщин — «Чтение мыслей партнера» (Cross-Sex Mind Reading). Два самых больших компонента конструкции являются непосредственно связанными стратегиями между полами. Мужчины, по мнению авторов статьи, пытаются обмануть женщин и заставить их думать, что они подходят или готовы инвестировать в потомство, а женщины используют «чтение мыслей партнера», чтобы видеть сквозь ложные обещания, чтобы отделить действительно репрезентативный сигнал и при этом проявить осторожность (скептицизм в отношении обязательств).